# Görnische Vorstadt

Görnische Gasse

Die Görnische Vorstadt ist eine alte Vorstadt von Meißen in Sachsen. Sie ging aus dem Ort Kirnitz (auch: Görnitz) im Weichbild Meißens hervor und gilt heute als Teil der Triebischvorstadt.
Das Dorf wurde 1287 erstmals als „Kernitz“ erwähnt, 1361 taucht die Schreibweise „Kirnicz“ auf. In beiden Fällen wird die Ansiedlung als Vicus bezeichnet, spätere Erwähnungen meinen nicht direkt den Ort, sondern beziehen sich nur auf dessen Namen. Kirnitz lag unmittelbar südwestlich der Meißner Altstadt am linken Ufer der Triebisch, knapp außerhalb der Stadtmauer. Von der Stadt nach Kirnitz führte ein Weg durch das „Görnische Tor“. Diese Befestigungsanlage hieß 1357 „Kyrnicztoyr“ und 1446 „das Kirniczsch thor“, 1459 ging es um die Örtlichkeit „bie den Kirnischen thorme“. Die heutige, aus dem Verbindungsweg hervorgegangene „Görnische Gasse“ findet sich 1503 ebenfalls in den Annalen als „platea dicta dy Kyrnisch Gasse“.
Die Stadtmauer verlief entlang der Jüdenbergstraße. Das im Volksmund als Kerbe bezeichnete Quergässchen in der Görnischen Vorstadt lag bereits außerhalb der Festung. Das alte Dorf Kirnitz fiel nicht wüst, sondern änderte bei der faktischen „Eingemeindung“ nur seinen Namen. Der Ortsname ist mit dem Gewässernamen Kirnitzsch verwandt und leitet sich wohl vom altsorbischen *Kyrnica/*Kernica ab, was „Siedlung bei einer Quelle“ bedeutet. Möglich ist auch ein Bezug zum altsorbischen Personennamen *Kyrn.  Auch eine Lautverschiebung im 13. Jahrhundert von G zu K ist möglich, dass Gern zu Kern wurde. Der Name Görner wurde regional aus Gerner gebildet. Dies würde auch den Namen Görnische Gasse erklären.